# Меннерс, Джон, маркиз Грэнби

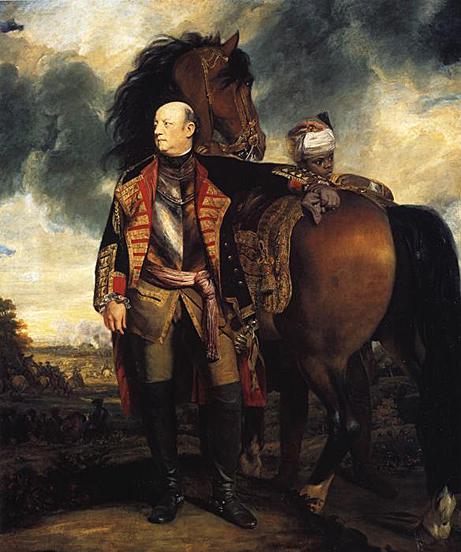
Маркиз Грэнби, написанный сэром Джошуа Рейнольдсом, 1763—1765 годы

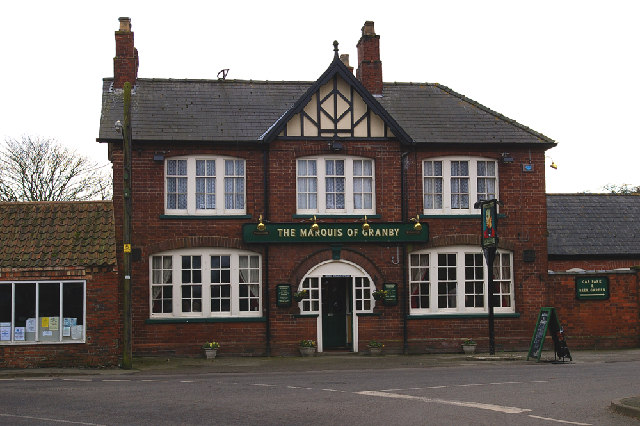
Гостиница в Линкольншире, одна из многих названных в его честь.

Джон Мэннерс, маркиз Грэнби (англ. John Manners, Marquess of Granby; 2 января 1721 — 18 октября 1770) — британский дворянин, военачальник и государственный деятель, старший сын 3-го герцога Ратленда. Поскольку он не пережил своего отца и не унаследовал герцогство, он был известен под отцовским титулом учтивости маркиз Грэнби.
Джон Маннерс, маркиз Грэнби, служил в Семилетней войне в качестве главнокомандующего британскими войсками на поле боя и впоследствии был награжден постом главнокомандующего войсками. Он был популярен среди своих солдат, и многие общественные заведения до сих пор носят его имя.

## Ранняя жизнь
Родился 2 января 1721 года в Келхэме, графство Ноттингемшир. Старший сын Джона Меннерса, 3-го герцога Ратленда (1696—1779), и Бриджит Меннерс (урожденной Саттон). Он получил образование в Итоне, покинул его в 1732 году и окончил Тринити-колледж в Кембридже в 1738 году. В 1740 году он отправился в Италию в Гранд-тур, путешествуя на восток в Турцию, и вернулся в 1742 году.

## Избрание в парламент
В 1741 году он был избран в Палату общин от семейного округа Грантэм, который был рыночным городом, однако его электорат был относительно небольшим. Городской совет в XVIII веке спонсировался попеременно титулованными семьями Меннерс, Каст, Торольд и Хиткот, которые имели родовые поместья поблизости от Грантэма.

## Военная карьера
В 1745 году Джон Меннерс помог своему отцу создать добровольческий полк в Ратленде, чтобы помочь в подавлении якобитского восстания 1745 года. Хотя полк был ограничен гарнизонной службой в Ньюкасле, это был единственный полк такого типа, который увеличил свою полную квоту в 780 новобранцев. Джон Меннерс получил звание полковника полка. Несмотря на то, что полк так и не вышел за пределы Ньюкасла, молодой маркиз Грэнби отправился на фронт добровольцем в штаб герцога Камберленда и принимал активное участие в последних стадиях восстания, присутствуя в битве при Каллодене. В Ньюкасле полк взбунтовался, потому что им не заплатили, но маркиз Грэнби заплатил деньги, причитающиеся из собственного кармана, прежде чем они должны были быть расформированы. После этого он уехал из Англии во Фландрию в качестве офицера разведки герцога Камберленда.
В 1752 году английское правительство предложило королю Георгу II назначить маркиза Грэнби полковником престижной королевской конной гвардии, чтобы заручиться парламентской поддержкой своей семьи. Король сначала отказался назначить встречу. Тем временем Грэнби продвинул свою парламентскую карьеру и в 1754 году был избран в Палату общин от Кембриджшира. Хотя он презирал фракции в правительстве, он вступил в альянс с виконтом Ройстоном, другим депутатом-вигом в Палате общин от Кембриджшира.
Король стал относиться к нему более благосклонно, поскольку он защищал правительство во главе с герцогом Ньюкаслом в Палате общин. Он был произведен в генерал-майоры 18 марта 1755 года и, наконец, стал полковником синих 27 мая 1758 года. 21 августа Грэнби прибыл в Мюнстер в качестве заместителя лорда Джорджа Сэквилла, так как престарелый герцог Мальборо недавно умер. Британская кавалерия была разделена на тяжелую и легкую кавалерию и обучена под влиянием Джорджа Эллиота и самого Грэнби. Маркиз Грэнби был одновременно храбрым и компетентным солдатом. Затем он был назначен общим командиром экспедиции, сменив Сэквилла 21 августа 1759 года. Он стал генерал-лейтенантом артиллерии 15 сентября 1759 года.
Он был одним из первых, кто понял важность благосостояния и морального духа для войск. Характер британских солдат улучшился, и, правильно руководимая, армия была непобедима в войне. Почти на всех портретах он изображен верхом на лошади или помогающим раненым. 7 июня 1760 года он написал виконту Баррингтону, военному секретарю, и через десять дней получил ответ, в котором спрашивалось о размещении в госпитале его раненых.
Маркиз Грэнби был послан в Падерборн командовать кавалерийской бригадой. Возглавляя атаку в битве при Варбурге, он, как говорят, «потерял шляпу и парик, заставив его отдать честь своему командиру без них». Этот инцидент увековечен традицией британской армии, согласно которой унтер-офицеры и солдаты синих и королевских войск являются единственными солдатами британской армии, которые могут отдавать честь без головного убора. Он был произведен в генерал-лейтенанты в 1759 году и позже в том же году сражался в битве при Миндене в качестве командира второй линии кавалерии под командованием герцога Фердинанда Брауншвейгского.
Успех маркиза Грэнби в командовании союзной кавалерией требовал мужества, контроля и связи, а также умения приводить в действие конную артиллерию. Победа в битве при Варбурге в июле 1760 года над армией, в три раза превосходившей его по численности, сделала его полководцем и настоящим британским военным героем. Его оппонент, французский маршал герцог де Брольи, был настолько впечатлен, что заказал портрет Грэнби сэру Джошуа Рейнольдсу. Дальнейшие успехи были достигнуты в битве при Эмсдорфе в июле 1760 года, в битве при Фелинггаузене в июле 1761 года и в битве при Вильгельмстале в июне 1762 года.

## Политические должности
Маркиз Грэнби вернулся в Англию как герой: картина Эдварда Пенни, Маркиз Грэнби, освобождающий больного солдата, показала, что он действует как человек милосердия, а не как солдат, и это обеспечило его обращение к народу. Он стремился идти по пути, не зависящему от партийной политики, но поддерживал Парижский договор. Он поддержал премьер-министра Джорджа Гренвилла, который назначил его мастером-генералом артиллерии в составе своего правительства 14 мая 1763 года. 21 февраля 1764 года маркиз Грэнби был назначен лордом-лейтенантом Дербишира.
Маркиз Грэнби поддержал правительственный выпуск общих ордеров и судебное преследование Джона Уилкса, но в 1765 году выступил против увольнения армейских офицеров за голосование против правительства в парламенте. В мае 1765 года лорд Галифакс попытался убедить короля Георга III назначить Грэнби главнокомандующим британской армией в надежде, что его популярность поможет подавить бунт лондонских ткачей шелка. Король отказался, пообещав вернуть этот пост герцогу Камберлендскому, но добился, чтобы Грэнби остался мастером-генералом артиллеристом в первом правительстве маркиза Рокингема, хотя Грэнби не сотрудничал с правительством и голосовал против отмены Закона о гербовом сборе.
При премьер-министре лорде Чатеме маркиз Грэнби был назначен главнокомандующим британскими войсками 13 августа 1766 года. Несмотря на слухи о своей отставке, он энергично участвовал в выборах в течение сезона 1768 года и увеличил число мест в совете интересов Ратленда до семи, за некоторые расходы. С отставкой лорда Чатема он оказался в некоторой изоляции в правительстве герцога Графтона. В то время как он выступал против попыток правительства изгнать депутата от Мидлсекса Джона Уилкса из Палаты общин, его личная неприязнь к Уилксу преодолела его принципы, и он проголосовал за изгнание 3 февраля 1769 года и за место Генри Латтрелла, нового члена Палаты общин от Мидлсекса. Маркиз Грэнби подвергся атаке журналиста Джуниуса, обвинившего первого в раболепии перед судом и личной коррупции.
В конечном счете, не нападки журналиста Джуниуса, а возвращение Чатема привели к его уходу из политики. Грэнби всегда уважал Чатема и при посредничестве Джона Калкрафта в конце концов убедил его порвать с министерством. 9 января 1770 года он объявил, что еще раз изменил свое мнение о целесообразности изгнания Уилкса, и вскоре после этого подал в отставку с поста главнокомандующего и генерального мастера артиллерии, сохранив только звание полковника синих.
Покинув свой пост, маркиз Грэнби оказался в тяжелом положении из-за кредиторов, а потеря официального жалованья ослабила его финансовое положение. Летом 1770 года он безуспешно агитировал за Джорджа Кокберна на дополнительных выборах в Скарборо.
49-летний Джон Меннерс, маркиз Грэнби, скончался 18 октября 1770 года в Скарборо, Йоркшир.

## Семья
У него было двое внебрачных детей от неизвестной любовницы:
- Джордж Мэннерс (4 июня 1747 — 27 июня 1772), военный и политик[18]
- Энн Мэннерс; муж: Джон Мэннерс-Саттон (1752—1826), её двоюродный брат.

3 сентября 1750 года маркиз Грэнби женился на леди Фрэнсис Сеймур (18 июля 1728 — 25 января 1761), дочери Чарльза Сеймура, 6-го герцога Сомерсета (1662—1748), и леди Шарлотты Финч. У супругов было шесть детей:
- Джон Меннерс, лорд Роос (29 августа 1751 — 2 июня 1760, Лондон)
- леди Фрэнсис Меннерс (24 марта 1753 — 15 октября 1792); 1-й муж (с 1772 года, развод в 1777): Джордж Карпентер, 2-й граф Тирконнелл (1750—1805); 2-й муж (с 1777 года): Филипп Анструтер (1747-?)
- Чарльз Меннерс, 4-й герцог Ратленд (15 марта 1754 — 24 октября 1787)
- леди Кэтрин Меннерс, умерла в детстве
- лорд Роберт Меннерс (6 февраля 1758 — 23 апреля 1782), капитан военно-морского флота
- леди Каролина Меннерс, умерла в детстве.